# 南洞區

行政區劃圖

南洞區（：／ Namdong gu */?），是現時大韓民國仁川廣域市的一個区，與京畿道等4个区接壤。現時管有18个立法洞（11个行政洞），面積合共56.9平方公里。人口有381895人。

## 外部連結
- 官方网站 （页面存档备份，存于）